# ناتالیا ساراتوتسوا
ناتالیا ساراتوتسوا (انگلیسی: Natalia Saratovtseva؛ زادهٔ ۳ اکتبر ۱۹۸۹) بازیکن فوتبال اهل روسیه است.
وی همچنین در تیم ملی فوتبال Azerbaijan بازی کرده‌است.